# إيثار الكتاتني
إيثار الكتاتني (بالإنجليزية: Ethar El-Katatney)‏ هي صحافية ومدوِّنة ومؤلفة مصرية، حائزة على جائزة السي إن إن الدولية للصحافة،  عملت ككاتبة ومحررة في مجلة مصر اليوم وهي مجلة تصدر باللغة الإنجليزية في مصر ، ، والرائدة في مجال الشؤون الراهنة في منطقة الشرق الأوسط ، كما تكتب إيثار أيضاً في مجلة الأعمال التابعة لمجلة مصر اليوم. كما أنها مساهمة في مسلمة ميديا ووتش، وهو موقع إلكتروني ينتقد كيفية تمثيل المرأة المسلمة في وسائل الإعلام والثقافة الشعبية.

## دراستها
ولدت إيثار في المملكة العربية السعودية، وكبرت في مصر ، وتلقت تعليمها في مدارس غربية وبالأخص مدارس إنجليزية، حازت على درجة البكالوريوس في إدارة الأعمال من الجامعة الأميركية في القاهرة وعملت كالمحرر العام لصحيفة الطالب أثناء دراستها.
قبل تخرجها، تم اختيارها كواحدة من 6 طلاب لتحرير الموقع الإلكتروني للجامعة الأمريكية بالقاهرة. كما أنها ألقت خطاب التخرج في عام تخرجها  ، وتم ترشيحها لنيل كأس رابطة الأهالي. حصلت إيثار في نفس الجامعة على درجتين عليا وهم ماجستير في إدارة الأعمال وماجستير في التلفزيون والصحافة الرقمية.

## أعمالها وجوائزها
- فازت تحقيقاتها عن الدم الخطر في التهاب الكبد الفيروسي في مصر بالمركز الثاني في برنامج عقده المركز الدولي للصحفيين في عام 2008 م.
- فاز مقالها التجارة في الإسلام بجائزة الاقتصاد والأعمال من السي إن إن للصحفيين الأفارقة لسنة 2009 [9]، مما يجعلها أول مصرية وعربية تفوز بواحدة من الجوائز الصحفية المرموقة.
- قصتها أزمة هوية 101 الفائز في جائزة أنا ليند الصحفي البحر الأبيض المتوسط في 2009.
- لها العديد من الرحلات في جميع أنحاء العالم لحضور المؤتمرات التي تهدف لتشجيع الحوار بين الأديان والثقافات المختلفة، وأبرزها حوار لتعارفوا برعاية الحبيب علي الجفري في أبوظبي والتي هدفت إلى سد الفجوة الثقافية الناجمة عن الرسوم الكاريكاتورية المسيئة التي نشرت في يولاندس بوستن.[10]
- حضرت العديد من البرامج الصيفية المكثفة الإسلامية في إنكلترا ، والمملكة العربية السعودية ، واليمن، كتبت كتابها أربعين يوماً وأربعين ليلة وليلة في اليمن ، والذي تم نشره عبر دار نشر مقرها لندن بتاريخ مارس 2010.
- سافرت إيثار في عام 2006 م إلى إنكلترا مع عمرو خالد الداعية والمفكر المصري لحضور برنامج تدريب الشباب لمدة ثلاثة اسابيع.
- شاركت إيثار في برنامج حواري ضمن نوعية تلفزيون الواقع يُدعى مجددون والذي تم بثه في عام 2010، وحصلت على المركز الثالث.
- جائزة سمير قصير لحرية الصحافة، فئة «أفضل مقال رأي»، 2011 .

## وصلات خارجية
- El-Katatney, Ethar. "Ethar El-Katatney's Published Stories: Online Archive"
- In the Press. "http://etharelkatatney.wordpress.com/in-the-press/ In the Press]"
- “Speech by Ethar El-Katatney (Downloadable),” Habib Ali.net, 20 April 2006.
- El-Katatney, Ethar. “My Life @ AUC,” American University in Cairo,  2006-2007.
- Muslimah Media Watch.
- إيثار الكتاتني، أصغر صحفية وأول عربية تحصل على جائزة السي إن إن للصحافة